# Edgar Bruun
Edgar Bruun (né le 4 août 1905 et mort le 30 octobre 1985) est un athlète norvégien, spécialiste de la marche. 
Il remporte la médaille de bronze du 50 km marche aux championnats d'Europe 1938, devancé par le Britannique Harold Whitlock et l'Allemand Herbert Dill. Le 26 juin 1936, à Oslo, il établit une nouvelle meilleure performance mondiale sur 50 km marche en 4 h 26 min 41 s.
Sur 50 km marche, il se classe 5e des Jeux olympiques de 1936, 4e des Jeux olympiques de 1948 et 17e des Jeux olympiques de 1952.